# Euseboides gorodinskii
Euseboides gorodinskii är en skalbaggsart som beskrevs av Holzschuh 2006. Euseboides gorodinskii ingår i släktet Euseboides och familjen långhorningar. Inga underarter finns listade i Catalogue of Life.